# Binao
Binao, död 1927, var regerande drottning av Sakalavariket på nordvästra Madagaskar mellan 1881 och 1927. 
Binao slöt en allians med fransmännen för att skydda sitt rike mot det expanderade större kungariket Imerina. Hon ställde sig på fransmännens sida i dess strider mot Imerina, där Frankrike slutligen segrade. Det innebar samtidigt också att även hennes eget rike i praktiken förlorade sin självständighet. Hon tilläts dock på grund av sin lojalitet att behålla sin tron med titeln fransk guvernör. 
Efter 1918 försämrades dock hennes relation med fransmännen. Hon avsattes 1927 av fransmännen och ersattes av sin halvbror Amada.